# بورس‌های زانو
بورس‌های زیادی در اطراف زانو شناخته شده‌اند که در تسهیل حرکت بخش‌های مجاور خود نقش دارند. بورس‌ها کیسه‌های کوچک حاوی مایع زلاله‌ای (سینوویال) هستند که در اطراف مفصل وجود داشته و ممکن است با مفصل درارتباط باشند یا ارتباطی نداشته باشند. این کیسه‌ها میان پوست و استخوان، زردپی و استخوان، بین دو عضله یا نواحی دیگر دیده می‌شوند. به التهاب یک بورس به هر علتی بورسیت گفته می‌شود. احتمال درگیری برخی از بورس‌های زانو بیشتر از بقیه‌است. بورس جلوی کشککی به علت سطحی بودن، درصورت فشارهای ممتد ناشی از زانو زدن به میزان زیادی ملتهب می‌گردد. همچنین احتمال التهاب بورس نیم غشایی که بورسیت نیم غشایی یا کیست بیکر نیز نامیده می‌شود، وجود دارد. گاهی کیست بیکر ناشی از فتق غشاء زلاله‌ای است. در حال حاضر، چهارده بورس برای هر زانو در انسان شناخته شده و توصیف گردیده‌است.

## تقسیم‌بندی بورس‌های زانو
بورس‌های زانو را می‌توان براساس موقعیت و محل آنها به سه گروه تقسم بندی کرد:
- بورس‌های جلویی (قدامی)
- بورس‌های داخلی (مدیال)
- بورس‌های خارجی (لترال)

در پشت زانو، امتدادهای بورسی متفاوت است.

### بورس‌های جلویی
این گروه شامل بورس‌های زیر است:
- بورس بالاکشککی (سوپراپاتلار). این بورس بین استخوان ران و زردپی چهارسر قرار دارد.
- بورس جلوی کشککی (پره‌پاتلار). بین استخوان کشکک (قسمت تحتانی آن) و پوست قرار می‌گیرد.
- بورس سطحی زیرکشککی (اینفراپاتلار سطحی). در جلوی زردپی کشکک، بین پوست و قسمت پایین برجستگی درشت‌نی قرار می‌گیرد.
- بورس عمقی زیرکشککی (اینفراپاتلار عمقی). بین درشت‌نی و زردپی کشکک (تاندون پاتلار) واقع می‌شود (یعنی پشت زردپی کشکک).
- بورس اطراف استخوان درشت نی (Peritibial Bursa) که بین برجستگی استخوان درشت‌نی و پوست قرار می‌گیرد. کار آن، تسهیل حرکت پوست بر روی برجستگی استخوان درشت نی (Tibial Tuberosity) است.[۴][۵]

### بورس‌های داخلی
بورس هاس داخلی زانو عبارتنداز:
- بورس دوقلوی داخلی. بورس دوقلوی داخلی بین سر داخلی ماهیچه دوقلو (گاستروکنمیوس) و کپسول لیفی (فیبروز) مفصل زانو قرار دارد، با یک امتداد بین تاندون‌های گاستروکنمیوس (مربوط به سر داخلی) و ماهیچه نیم‌غشایی که اغلب با مفصل زانو ارتباط می‌یابد.
- بورس نیم‌غشایی (سمی ممبرانوسوس). این بورس بین تاندون ماهیچه نیم غشایی و لقمه (کوندیل) داخلی درشت‌نی و همچنین سر داخلی ماهیچه دوقلو (گاستروکنمیوس) قرار دارد. بورس نیم غشایی ممکن است با بورس دوقلوی داخلی ارتباط یابد.
- بورس سطحی نسبت به رباط طرفی داخلی که بین این رباط و زردپی‌های پنجه غازی (پِس آنسرین) قرار می‌گیرد. منظور از تاندون‌های پنجه غازی همان تاندون‌های ماهیچه خیاطه (سارتوریوس)، راست داخلی (گراسیلیس) و نیم‌وتری (سمی‌تندینوسوس) است.
- بورس عمقی نسبت به رباط طرفی داخلی که ازنظر موقعیت و تعداد متغیر بوده، بین این رباط و استخوان ران، کپسول مفصلی، منیسک داخلی، درشت‌نی یا زردپی نیم‌غشایی قرار می‌گیرد.
- گاهی یک بورس بین تاندون‌های نیم‌غشایی و نیم‌وتری قرار می‌گیرد.

### بورس‌های خارجی
بورس‌های خارجی زانو شامل:
- بورس دوقلوی خارجی. این بورس بین سر خارجی ماهیچه دوقلو (گاستروکنمیوس) و کپسول مفصلی قرار داشته که گاهی با مفصل زانو نیز ارتباط دارد.
- بورس بین رباط طرفی خارجی و تاندون دوسر رانی (بایسپس فموریس)
- بورس بین رباط طرفی خارجی و تاندون رکبی (پوپلیتئوس)
- بورس بین زردپی رکبی و کوندیل خارجی ران